# Logan Fabbro
Logan Alexandra Fabbro (Bolton, Ontario, Canadá, 3 de junio de 1998) es una actriz y bailarina canadiense.

## Biografía
Logan Alexandra Fabbro nació en Bolton, Ontario, Canadá el 3 de junio de 1998. Empezó a bailar a los dos años de edad, y acudió a la escuela de baile The Nine Dance Academy en Vaughan. En 2010 fue miembro del grupo de baile Team Canada, ganador de varias medallas, es judía.
En 2013 fue elegida para interpretar a Emily en The Next Step, pero luego la sustituyeron por la actriz Alexandra Beaton, porque el director decía que no le pegaba el papel. El equipo de la serie de televisión creó un personaje solo para ella, Amanda, una bailarina de Elite, el equipo rival, la cual era la Capitana de Baile de dicho estudio. Luego de los Nacionales, Amanda se une al equipo de The Next Step, ya que sentía que era el lugar donde ella pertenecía.  En la primera temporada apareció haciendo cameos, pero en la segunda, la tercera y la cuarta temporada fue personaje fijo.
También ha aparecido en el documental de la serie: The Next Step Live: The Movie. También aparece en la posproducción Jazz Hands, donde interpreta a Zoey.

## Vida personal
Logan tiene un hermano pequeño, Christian.

## Filmografía

### Televisión

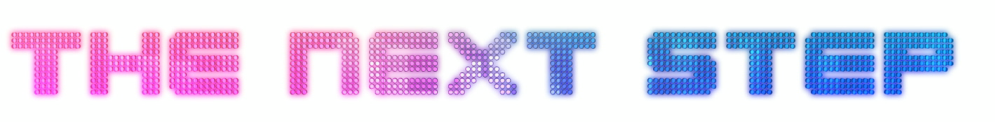
Logan Fabbro interpreta a Amanda en The Next Step.

| Año       | Título        | Personaje | Notas        |
| --------- | ------------- | --------- | ------------ |
| 2013-2025 | The Next Step | Amanda    | 87 episodios |

### Cine
| Año  | Título                        | Personaje  | Notas         |
| ---- | ----------------------------- | ---------- | ------------- |
| 2015 | The Next Step Live: The Movie | Ella misma | Documental    |
| 2014 | Jazz Hands                    | Zoey       | Posproducción |